# 2015년 전국소년체육대회
제44회 전국소년체육대회는 2015년 5월 30일부터 6월 2일까지 대한민국 제주특별자치도에서 열렸다.

## 개요
- 대회명칭 : 제44회 전국소년체육대회
- 개최기간 : 2015년 5월 30일 ~ 2015년 6월 2일
- 개최지 : 제주특별자치도 (주개최지 : 제주시)
- 구호 : 몸도 튼튼, 마음도 튼튼, 나라도 튼튼
- 참가인원 : 12,419명
- 종별 : 초등부, 중등부
- 마스코트 : 돌이와 소리

## 종목

### 정식종목
| - 검도 - 골프 - 근대3종 - 농구 - 럭비 - 레슬링 - 롤러 - 바둑 - 배구 - 배드민턴 | - 복싱 - 볼링 - 사격 - 사이클 - 소프트볼 - 수영 (경영, 다이빙, 수구) - 씨름 - 야구 - 양궁 - 역도 | - 요트 - 유도 - 육상 - 정구 - 조정 - 철인3종 - 체조 - 축구 - 카누 - 탁구 | - 태권도 - 테니스 - 펜싱 - 하키 - 핸드볼 |

## 경기장
| 종목         | 소재지           | 경기장                     | 종별                  | 세부종목 | 비고      |
| ------------ | ---------------- | -------------------------- | --------------------- | -------- | --------- |
| 검도         | 제주시           | 한경체육관                 | 전종별                |          |           |
| 골프         | 제주시           | 오라컨트리클럽             | 전종별                |          |           |
| 근대3종      | 서귀포시         | 서귀포국민체육센터 수영장  | 전종별                | 수영     |           |
| 근대3종      | 서귀포시         | 중문고등학교 운동장        | 전종별                | 복합     | 육상/사격 |
| 농구         | 제주시           | 구좌체육관                 | 중학부                |          |           |
| 농구         | 제주시           | 조천체육관                 | 초등부                |          |           |
| 럭비         | 서귀포시         | 안덕생활체육관             | 전종별                |          |           |
| 레슬링       | 제주시           | 제주관광대 체육관          | 전종별                |          |           |
| 롤러         | 서귀포시         | 강창학경기장 롤러경기장    | 전종별                |          |           |
| 바둑         | 서귀포시         | 서귀포 생활체육문화센터    | 전종별                |          |           |
| 배구         | 서귀포시         | 동홍체육관                 | 남자중학부            |          |           |
| 배구         | 서귀포시         | 안덕생활체육관             | 여자중학부            |          |           |
| 배구         | 서귀포시         | 올림픽생활기념관           | 남자초등부/여자초등부 |          |           |
| 배드민턴     | 제주시           | 복합체육관                 | 전종별                |          |           |
| 복싱         | 제주시           | 신광초등학교               | 중량급                |          |           |
| 복싱         | 제주시           | 남녕고등학교               | 경량급                |          |           |
| 볼링         | 제주시           | 스트라이크볼링장           | 전종별                |          |           |
| 사격         | 제주시           | 제주고등학교 사격장        | 전종별                |          |           |
| 사이클       | 나주시(전라남도) | 전남나주 벨로드롬          | 전종별                |          |           |
| 소프트볼     | 서귀포시         | 공천포 전지훈련센터야구장  | 전종별                |          |           |
| 씨름         | 제주시           | 한림체육관                 | 전종별                |          |           |
| 야구         | 제주시           | 제주종합경기장 야구장      | 중학부                |          |           |
| 야구         | 서귀포시         | 서귀포야구장               | 초등부                |          |           |
| 양궁         | 서귀포시         | 공천포 전지훈련센터        | 전종별                |          |           |
| 역도         | 제주시           | 사라봉 다목적체육관        | 전종별                |          |           |
| 요트         | 제주시           | 도두-이호해변(해상 1KM)    | 전종별                |          |           |
| 유도         | 제주시           | 제주유도회관               | 전종별                |          |           |
| 육상         | 제주시           | 제주종합경기장 육상경기장  | 전종별                |          |           |
| 정구         | 제주시           | 연정정구장                 | 전종별                |          |           |
| 조정         | 부산광역시       | 부산 서낙동강 조정경기장   | 전종별                |          |           |
| 체조         | 제주시           | 한라중학교 체육관          | 전종별                | 기계체조 |           |
| 체조         | 제주시           | 남원체육관                 | 전종별                | 리듬체조 |           |
| 체조         | 제주시           | 제주제일고 체육관          | 전종별                | 에어로빅 |           |
| 축구         | 서귀포시         | 강창학종합경기장           | 남자중학부            |          |           |
| 축구         | 서귀포시         | 중문단지축구장             | 남자초등부            |          |           |
| 축구         | 서귀포시         | 성산국민체육센터축구장     | 여자중학부            |          |           |
| 축구         | 서귀포시         | 표선생활체육운동장         | 여자초등부            |          |           |
| 카누         | 부여군(충청남도) | 충남부여 백마강 카누경기장 | 전종별                |          |           |
| 탁구         | 제주시           | 오현고등학교 체육관        | 전종별                |          |           |
| 태권도       | 제주시           | 한라체육관                 | 전종별                |          |           |
| 테니스       | 서귀포시         | 서귀포 테니스장            | 중학부                |          |           |
| 테니스       | 제주시           | 제주대 테니스장            | 초등부                |          |           |
| 트라이애슬론 | 서귀포시         | 모슬포 운진항 일대         | 전종별                |          |           |
| 펜싱         | 서귀포시         | 성산국민체육센터체육관     | 전종별                |          |           |
| 하키         | 제주시           | 제주국제대 하키경기장      | 전종별                |          |           |
| 핸드볼       | 서귀포시         | 서귀포 다목적체육관        | 중학부                |          |           |
| 핸드볼       | 서귀포시         | 효돈체육관                 | 초등부                |          |           |